# Bell 533
Bell 533 (High Performance Helicopter) – amerykański śmigłowiec eksperymentalny, którego celem było osiągnięcie dużych prędkości, niedostępnych dla standardowych maszyn. Śmigłowiec powstał w oparciu o prototyp Bell UH-1 Iroquois, oznaczony jako YH-40. Dużą prędkość w locie maszyny miały zapewnić dodatkowe skrzydła i silniki odrzutowe.

## Historia

### Geneza
Najważniejsza zaletą śmigłowca w porównaniu do samolotów, jego zdolność do pionowego startu i lądowania jest również cechą, która nie pozwala tego typu konstrukcjom dorównać lub osiągnąć przewagi nad samolotami w prędkości lotu poziomego. W praktyce, śmigłowce bez dodatkowych modyfikacji są w stanie osiągnąć prędkość maksymalną rzędu 300 km/h. Prędkość lotu poziomego helikopterów zależy od dwóch czynników, od prędkości obrotowej łopat wirnika głównego oraz od jego powierzchni, czyli długości łopat. Instalując mocniejsze silniki a tym samym zwiększając prędkość obrotową wirnika oraz montując dłuższe łopaty można zwiększać prędkość śmigłowca. Obydwa elementy mają swoje ograniczenia, do najważniejszych z nich należy wytrzymałość łopat wirnika i elementów mocujących ich do głowicy wirnika, które narażone są na działania potężnych sił odśrodkowych powstałych w wyniku ruchu obrotowego oraz zjawisko gwałtownego spadku siły ciągu wirnika i wzrostu oporu do jakiego dochodzi po osiągnięciu dużej prędkości lotu. Dzieje się tak podczas lotu do przodu maszyny, elementy łopat nacierających wirnika głównego, poruszających się w kierunku lotu, mają znacznie większą prędkość liniową niż łopaty powracające, poruszające się w kierunku przeciwnym niż kierunek lotu śmigłowca. Gdy maszyna zwiększa prędkość końcówki łopat nacierających mogą osiągnąć i przekroczyć tak zwaną krytyczną liczbę Macha, a na końcówkach łopat powracających wzrasta ich kąt natarcia co w konsekwencji może doprowadzić do ich przeciągnięcia. Wymienione zjawiska stanowią barierę, która uniemożliwia osiągnięcie przez śmigłowce prędkości zbliżonych do tych, jakie osiągają samoloty.
Najprostszym sposobem uzyskania większej prędkości w locie poziomym śmigłowca jest odciążenie wirnika w wytwarzaniu większej siły nośnej. Tym samym można zmniejszyć prędkości obrotową wirnika i przesunąć moment przeciągnięcia łopat wirnika do osiągnięcia większej prędkości lotu. Zadanie to mogą pełnić dodane do konstrukcji skrzydła umieszczone po bokach kadłuba, które generują dodatkową siłę nośną. Niestety i ta metoda ma swoje ograniczenia, zmniejszenie prędkości wirnika, czyli zmniejszenie mocy silnika powoduje spadek prędkości w locie poziomym. Przeciwdziałać temu zjawisku można instalując dodatkowe źródło napędu wytwarzające poziomą siłę ciągu. Tego typu śmigłowce, z dodatkowym napędem i/lub pomocniczymi skrzydłami przyjęto nazywać compound helicopters (śmigłowce zespolone) lub hybrid helicopters (śmigłowce hybrydowe).

### Projekt

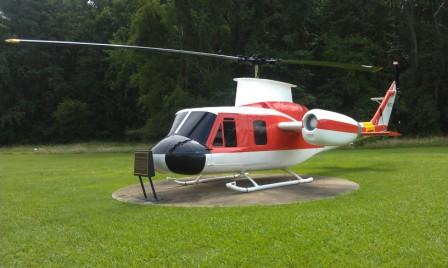
Bell 533 w ostatniej konfiguracji w Aviation Applied Technology Directorate

W pierwszej połowie lat 60. XX w. problemem osiągnięcia dużych prędkości przez śmigłowce zajęła się na zlecenie US Army Transportation Research Command firma Bell Helicopter. W tym celu, na pierwszym przedseryjnym prototypie maszyny UH-1, śmigłowcu XH-40 (s/n 56-6723) zamontowano silnik pochodzący z wersji UH-1B, Lycoming T53-L-9A o mocy 1100 KM. Poprawiono aerodynamikę maszyny obudowując głowicę wirnika, wał i rejon przejścia kadłuba w belkę ogonową oraz powiększając usterzenie. Tak zmodyfikowana maszyna otrzymała oznaczenie Bell 533 (lub High Performance Helicopter – HPH) i do swojego pierwszego lotu wzbiła się 10 sierpnia 1962 roku w siedzibie Bell Helicopter w Fort Worth. Na śmigłowcu przetestowano trzy wirniki różniące się średnicą. Dwułopatowy o średnicy 13,41 m i głowicą półsztywną, trzyłopatowy o średnicy 12,80 m i głowicą przegubową oraz kolejny o takich samych parametrach, ale głowicą sztywną. W marcu 1963 roku, trójłopatowa konfiguracja osiągnęła prędkość w locie poziomym 278 km/h. 19 kwietnia tego samego roku do swojego dziewiczego lotu wzbiła się wersja z dodatkową modyfikacją, po bokach kadłuba zamontowano skrzydła o rozpiętości 8,17 m. Po serii testów skrzydła zdemontowano a zamiast nich zainstalowano dwa dodatkowe silniki odrzutowe Teledyne (Continental) J69-T-9 o ciągu maksymalnym 4,1 kN. Tak zmodyfikowany śmigłowiec do swojego pierwszego lotu wzbił się 21 października 1963 roku. 17 stycznia 1964 roku maszyna ta w locie poziomym osiągnęła prędkość 338 km/h. 2 marca 1964 roku po raz pierwszy wzbiła się w powietrze wersja zarówno ze skrzydłami, jak i silnikami odrzutowymi. Dzięki obydwu tym modyfikacjom, śmigłowiec w locie poziomym osiągnął prędkość 344,6 km/h, a w płytkim locie nurkowym 350 km/h. W kwietniu 1964 roku maszynę poddano kolejnej modyfikacji polegającej na wymianie wirnika głównego, założono nowe, dwie łopaty ze zwężającymi się końcówkami na około 20% ich długości. Ta modyfikacja umożliwiła zwiększenie prędkości maksymalnej w locie poziomym do 357 km/h. 21 lipca tego samego roku oblatano wersję, w której dotychczasowe silniki odrzutowe zastąpiono nowymi jednostkami J69-T-29 o ciągu maksymalnym 7,56 kN. 15 października 1964 roku, maszyna w tej konfiguracji osiągnęła prędkość 380 km/h stając się pierwszym na świecie śmigłowcem, który pokonał w locie poziomym barierę 200 węzłów (370 km/h). Nie był to koniec bicia kolejnych rekordów. 6 kwietnia 1965 roku Bell 533 osiągnął prędkość 402 km/h, a w płytkim locie nurkowym 409 km/h. Pod patronatem US Army próby trwały jeszcze do sierpnia 1965 roku.
W 1968 roku ponownie zmodyfikowano Bell 533. Tym razem usunięto skrzydła i dotychczasowe silniki odrzutowe, wstawiono mocniejszy silnik turbinowy T53-L-13 o mocy 1400 KM i na długich wysięgnikach po obydwu stronach kadłaba umieszczono nowe silniki odrzutowe Pratt & Whitney JT12A-3 o maksymalnym ciągu 14,68 kN. Tak zmodyfikowana konstrukcja, 15 kwietnia 1969 roku poleciała z prędkością 509 km/h. Na tym próby zakończono, maszynę do dziś można oglądać w Aviation Applied Technology Directorate w Fort Eustis, bazie United States Army niedaleko Newport News.